# 巴塞隆納圍城戰 (1713年—1714年)
1713年至1714年間的巴塞隆納圍城戰（加泰隆尼亞語發音：[ˈsedʒə ðə βəɾsəˈlonə]）是西班牙王位繼承戰爭最後一場戰役，交戰雙方為奧格斯堡同盟支持（包括英國與荷蘭等國）的查理大公，以及由法國支持的腓力五世，交戰原因係起因於西班牙王位的爭奪。

## 前奏
查理大公在戰爭前期就已經奪取了加泰隆尼亞首府巴塞隆納：他的艦隊在1705年8月22日下錨於該城的港口，陸軍則包圍了整座城市，隨後這些部隊攻占了蒙特惠克山的要塞，並於10月9日用於砲轟巴塞隆納。加泰隆尼亞公國及其他阿拉貢王權的邦國很快便接受查理三世作為他們的新王。查理三世也召開了史上最後一次的加泰隆尼亞公國議會。

## 戰役過程
由於加泰隆尼亞公國議會在被擊敗後轉為支持查理大公以對抗腓力五世，法西聯軍因而在1713年以前都無足夠力量去奪回巴塞隆納。同年4月至7月間，烏特勒支和約簽訂後，加泰隆尼亞成為最後一個仍支持查理大公的勢力。7月9日，加泰隆尼亞三級會議決定繼續參戰以保衛加泰隆尼亞憲法。
同年7月25日，巴塞隆納被波波利公爵雷斯泰諾·坎特爾默-斯圖亞特所指揮的波旁部隊包圍，但由於他們缺乏大砲而導致進攻徒勞。波旁王室的部隊只好接著等待兩萬名援軍，後者於1714年4月至5月間陸續抵達。儘管加泰隆尼亞嘗試在圍城軍背後試圖打破包圍，波旁部隊仍在貝里克公爵的指揮下重新發起進攻。8月30日進入巴塞隆納城市內後，波旁部隊於9月11日拂曉4點30分發起襲擊，並取得最終勝利。城牆數處倒塌，加泰隆尼亞首席領袖兼巴塞隆納都會民兵指揮官拉斐爾·卡薩諾瓦亦在戰鬥中負傷。加泰隆尼亞軍團這天的戰鬥則是在安東尼·比利亞羅埃爾的指揮下與敵軍進行巷戰，但指揮官也在戰鬥中負傷。最終加泰隆尼亞的領袖們決定投降，並開始和波旁派談判如何進行。這場談判持續到了隔天，因為腓力五世想要在無協議的情形下懲罰人民，但貝里克公爵因擔心鬥爭將持續下去，最終正式接受了尊重巴塞隆納人民的投降。
這場敗仗象徵著加泰隆尼亞公國作為政治實體的終結，同時他們的獨立製機關與立法機構亦被鎮壓，並由卡斯蒂莉亞王權取代以建立君主專制。這次的事件現今被紀念為加泰隆尼亞民族日，在加泰隆尼亞稱為「Diada Nacional de Catalunya」。
註腳：
1. 英國與荷蘭在1713年4月11日與法國簽訂了烏特勒支和約結束戰爭
2. 奧地利在1714年3月7日與法國簽訂了拉什塔特和約結束戰爭
3. 神聖羅馬帝國在1714年9月7日與法國簽訂了巴登和約結束戰爭

## 後續發展
支持查理大公的部隊在1714年向法西聯軍的投降不僅僅只是結束了戰爭，更象徵的歐洲大陸多個王室中央集權階段的開始，其後更持續兩世紀之久。西班牙王位繼承戰爭後，西班牙從不同邦國組成的個人聯邦，轉變為中央集權的王國。
戰死的巴塞隆納守軍被埋葬在墓地裡，現在則為plaça(加泰隆尼亞語的意思為廣場)，被稱為桑椹之墓。每年的9月11日加泰隆尼亞人都會來到這裡紀念加泰隆尼亞國民日(或稱la Diada)。前市場大廳生於市場包括了考古遺址，這些遺址是巴塞羅那里貝拉區的一部分，1714年加泰隆尼亞戰敗後被拆除。

## 外部連結
- Documents about the case of the Catalans[] dated on 1714, at the House of Lords, UK.
- Journal of the House of Lords: volume 19, 2 August 1715, Further Articles of Impeachment against E. Oxford brought from H.C. Article VI （页面存档备份，存于）.

41°24′07″N 2°10′00″E / 41.4019°N 2.1667°E